# 约翰·克劳森
约翰·克劳森（英語：John Clawson，1944年5月15日—2018年12月15日），生于明尼苏达州杜魯斯，美国男子篮球运动员。他曾代表美国获得1968年夏季奥运会篮球比赛男子金牌。他也参加了1967年泛美运动会，同样获得金牌。